# Chandler Sprague
Pour les articles homonymes, voir Sprague.
Chandler Sprague est un scénariste et un réalisateur américain né le 26 mai 1886 à Haverhill (Massachusetts) et mort le 15 novembre 1955 à Sacramento (Californie).

## Filmographie

### comme producteur
- 1929 : Rhapsodie fantastique (en) de Lewis Seiler
- 1929 : Words and Music de James Tinling

### comme réalisateur
- 1930 : The Dancers (en)
- 1930 : Not Damaged
- 1931 : Their Mad Moment (en)

### comme scénariste
- 1926 : Camille de Fred Niblo
- 1927 : A Gentleman of Paris de Harry d'Abbadie d'Arrast
- 1927 : Monsieur Albert de Harry d'Abbadie d'Arrast
- 1928 : La Rue des péchés de Mauritz Stiller
- 1933 : Nuisance (en) de Jack Conway
- 1934 : Menace de Ralph Murphy
- 1934 : Celle que l'on aime de Harry Lachman
- 1936 : Vingt-cinq Ans de fiançailles (Early to Bed) de Norman Z. McLeod
- 1938 : Charlie Chan à Honolulu de H. Bruce Humberstone
- 1938 : Chasseurs d'accidents de Edwin L. Marin
- 1942 : The Bashful Bachelor (en) de Malcolm St. Clair
- 1943 : Un nommé Joe de Victor Fleming
- 1989 : Always - Pour toujours de Steven Spielberg (d'après l'histoire de Un nommé Joe)

## Nominations
- Oscars du cinéma 1945 : Oscar de la meilleure histoire originale pour Un nommé Joe